# Schönberg Kwartet
Het Schönberg Kwartet was een Nederlands kamermuzikaal ensemble, dat van 1976 tot 2009 bestond. Het werd opgericht in de context van het Koninklijk Conservatorium in Den Haag en had een kort gemeenschappelijk verleden met het Schönberg Ensemble.

## Loopbaan
Janneke van der Meer (viool), Wim de Jong (viool), Henk Guittart (altviool) en Hans Woudenberg (cello) waren de oprichters. Celliste Viola de Hoog volgde laatstgenoemde in 1990 op; dit was de enige personeelswisseling. Afhankelijk van de te spelen muziekstukken vond er samenspel plaats met onder anderen Sepp Grotenhuis (piano) en Pierre Woudenberg (klarinet). Andere gasten waren bijvoorbeeld Arleen Augér, Dorothy Dorow, Ivo Janssen, Jard van Nes, Han de Vries.
Het Kwartet had een zeer uitgebreid repertoire, maar de kern vormde altijd de kamermuziek van de Tweede Weense School, haar voorlopers en opvolgers: van Brahms tot George Crumb. Daarbij gaf men ook veel aandacht aan Nederlandse componisten die in de modernistische ontwikkeling stonden. Het integrale kamermuziek-oeuvre van Arnold Schönberg werd opgenomen; hetzelfde gebeurde met dat van Alban Berg, Anton Webern, en Alexander Zemlinsky. Met engagement bracht men ook de strijkkwartetten en andere kamermuziek van Ervín Schulhoff voor het voetlicht, waardoor deze componist in Nederland eigenlijk pas echt bekend werd. Wereldpremières waren er onder andere van Willem Breuker, Otto Ketting, Reinbert de Leeuw en van Schönberg zelf.
Ruggespraak hield het kwartet geregeld met Eugene Lehner, docent en vroeger violist in het befaamde Kolisch Quartett. Diens filosofie van kritische studie van de partituren in verschillende uitgaven werd ook aangehangen door de leden van het Kwartet. In 1992 werkte het Schönberg Kwartet mee aan My War Years: Arnold Schoenberg, een documentaire tv-film die Schönbergs ontwikkeling van de tonaliteit naar het twaalftoonssysteem toont.
Henk Guittart maakte ook arrangementen (van Schönberg's Opp.19 en 26), en is thans actief als dirigent. Met Gruppo Montebello verdiepte hij zich in de composities die destijds op het programma van de Verein für musikalische Privataufführungen stonden.

## Trivia
Aan het begin van zijn loopbaan overwoog het Kwartet daadwerkelijk om onder de naam Die Eiserne Brigade door het leven te gaan, genoemd naar een verontrustend walsje dat Schönberg schreef als soldaat tijdens de Eerste Wereldoorlog.

## Onderscheidingen
- Deutscher Schallplattenpreis
- 3-M Music-Laureate
- Grammy Award nominatie
- Honorary Life Membership 1989 (Schoenberg Institute, L.A.)

## Wereldpremières (sel.)
Arnold Schönberg:
- Presto (c. 1894)
- Scherzo (1897)

Alexander Zemlinsky:
- Maiblumen blühten überall (1898)

## Discografie (sel.)
- Alban Berg: Complete Chamber Music (Chandos, 2000)
- Albert Roussel: Complete Chamber Music (Brilliant Classics, 2008)
- Arnold Schönberg: String Quartets (Chandos, 2001)
- Erwin Schulhoff: Kammermusik (Koch, 1994)
- Anton Webern: Chamber Music For Strings (Chandos, 2000-1)
- Alexander Zemlinsky: Chamber Music For Strings (Chandos, 2002)
- The Dutch Legacy (met muziek van Rudolf Escher, Otto Ketting, Wim Laman, Willem Pijper, Robin de Raaff, Matthijs Vermeulen, Jan van Vlijmen, en Bob Zimmerman. Etcetera, 2009)
- The Retrospective Edition (met werk van Béla Bartók, Johannes Brahms, Ernest Chausson, Claude Debussy, Henri Dutilleux, Maurice Ravel, Max Reger, Ervín Schulhoff, Anton Webern. Etcetera, 2009)
- De video: My War Years: Arnold Schoenberg (Philips, 1992)